# Synoptisk vejrstation
En Synoptisk vejrstation er en vejrstation med en samling af forskellige instrumenter der automatisk og på regelmæssige og bestemte tidspunkter registrerer forskellige meteorologiske parametre. De synoptiske vejrstationer gør dette på samme tid over alt på kloden, og sender de opmålte data til centrale centre, der videreformidler disse til div. meteorologiske beregningscentre. Dette muliggør beregninger af vejrprognoser flere dage frem i tiden.
Hver 3. time dvs. kl. 00, 03, 06, 09, 12, 15, 18, 21 (UTC) registreres typisk vindhastighed, vindretning, lufttryk, lufttemperatur, fugtighed og evt. nedbør.
Disse data sendes videre i en simplificeret kodet form – typisk i METAR format, dette gælder især for lufthavne.
Nogle synoptiske stationer sender også data til det nationale meteorolgiske institut med en højere frekvens, typisk ned til 10 min. interval på bestemte parametre som f.eks. vind og nedbør.